# Palazzo Corsini-Serristori
Palazzo Antinori-Corsini-Serristori è un palazzo di Firenze, situato in Borgo Santa Croce 6.
Il palazzo appare nell'elenco redatto nel 1901 dalla Direzione Generale delle Antichità e Belle Arti, quale edificio monumentale da considerare patrimonio artistico nazionale.

## Storia
L'edificio sorse per i Serristori tra la fine del Quattrocento e gli inizi del Cinquecento, famiglia documentata in quest'area dai primi del XV secolo.
Il progetto viene attribuito quasi unanimemente a Giuliano da Sangallo e venne ultimato verso il 1520, facendone un significativo esempio di misurata architettura rinascimentale.
Nel 1587 il palazzo fu acquistato dai Corsini, che lo ampliarono acquistando alcuni edifici sul corso dei Tintori: vennero realizzate nuove stanze affacciate su un nuovo cortile porticato, il secondo del palazzo. I lavori terminarono nel 1611 e vi furono impiegati lo scultore Andrea di Michelangelo Ferrucci e lo scalpellino Bastiano Bozolino, ai quali si deve la decorazione di peducci, capitelli e architravi scolpite.
I Corsini continuarono ad abitarvi e ad apportare migliorie anche quando era già in opera il cantiere per il loro palazzo "al Parione", sul Lungarno, dove si trasferirono solo nel 1640. Negli anni di Firenze Capitale (1865-1871), per rispondere alla crescente richiesta di alloggi, il principe Tommaso Corsini promosse la costruzione nella zona degli orti e di altre dipendenze di proprietà verso il corso dei Tintori, di un grandioso edificio da affittare, il cosiddetto palazzo Corsini ai Tintori.
Il palazzo di borgo Santa Croce continuò comunque a venire abitato da alcuni componenti della famiglia Corsini finché nel 1886 Eleonora Corsini sposò Lodovico Antinori portando il palazzo "in dote" nella nuova famiglia. Oggi il palazzo appartiene alla famiglia Roselli-Cecconi, eredi Antinori. 
Negli spazi interni, accuratamente restaurati, ha sede la bottega di profumi e olfattorio Aquaflor e, dal 2018, Flor Decor (antiquariato e arredamento). Altri spazi al piano nobile sono occupati dalla residenza d'epoca Palazzo Roselli Cecconi.
Per molti anni, dal 1983 al 2018, anno della sua morte, ha avuto il suo studio nel palazzo Daniele Lombardi, artista e musicista fiorentino.

## Descrizione

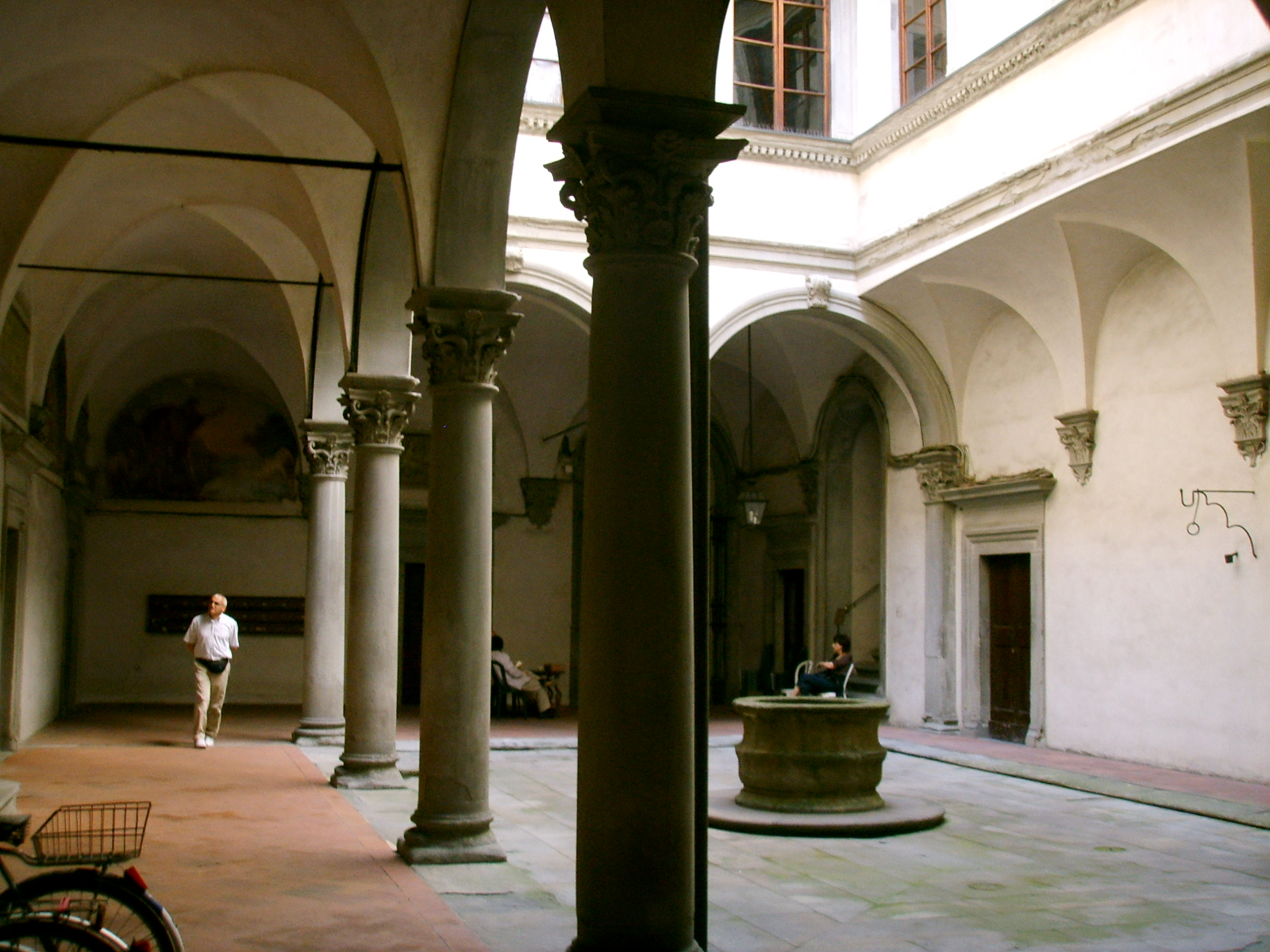
L'elegante cortile porticato

Il palazzo, di grande estensione tanto da contare sulla facciata otto ordini di finestre, ha un aseptto piuttosto semplice e austero, con un grande portale incorniciato dal bugnato e affiancato da semplici finestre rettangolari, mentre ai piani superiori due file di finestre centinate sono sottolineate da cornici marcapiano. Non vi compare nessuno stemma araldico e il portone è fuori dall'asse di simmetria.
Il palazzo si sviluppa attorno a un cortile centrale, perfettamente conservato, con una loggia con colonne ed archi a tutto sesto su tre lati, mentre il quarto lato (quello est) presenta delle volticciole su peducci. Di notevole pregio sono i capitelli e i peducci scolpiti in stile composito (nei peducci si distingue anche lo stemma dei Serristori: d'azzurro, alla fascia diminuita d'argento, accompagnata da tre stelle a sei punte d'oro). Ai piani superiori delle facciate interne si dispiegano ordinate file di finestre rettangolari (con architravi sporgenti al primo piano, più semplici al secondo) intervallate da una fascia decorata da oculi in pietra serena e cornici marcapiano dentellate. Il secondo piano presenta anche una fila di esili semicolonnine al di sotto della grondaia, oltre la quale si intravede un terzo piano più semplice.
Il cortile centrale presenta Al centro si trova un elegante pozzo mentre il loggiato è decorato da sculture, frammenti architettonici ed una serie di pitture in alcune lunette, composte da figure in monocromo (che riproducono i bassorilievi come sugli antichi sarcofagi) alternate ad affreschi con scene mitologiche, opera di Gasparo Martellini del 1826. Le due statue a tema mitologico (Giove Saettante di Felice Palma e Apollo con la lira attr. ad Antonio Novelli) erano state scolpite per la balaustra del coronamento di palazzo Corsini al Parione. 
Lo scalone parte da un angolo del cortile e si arrampica ripida e lineare fino al secondo piano. 

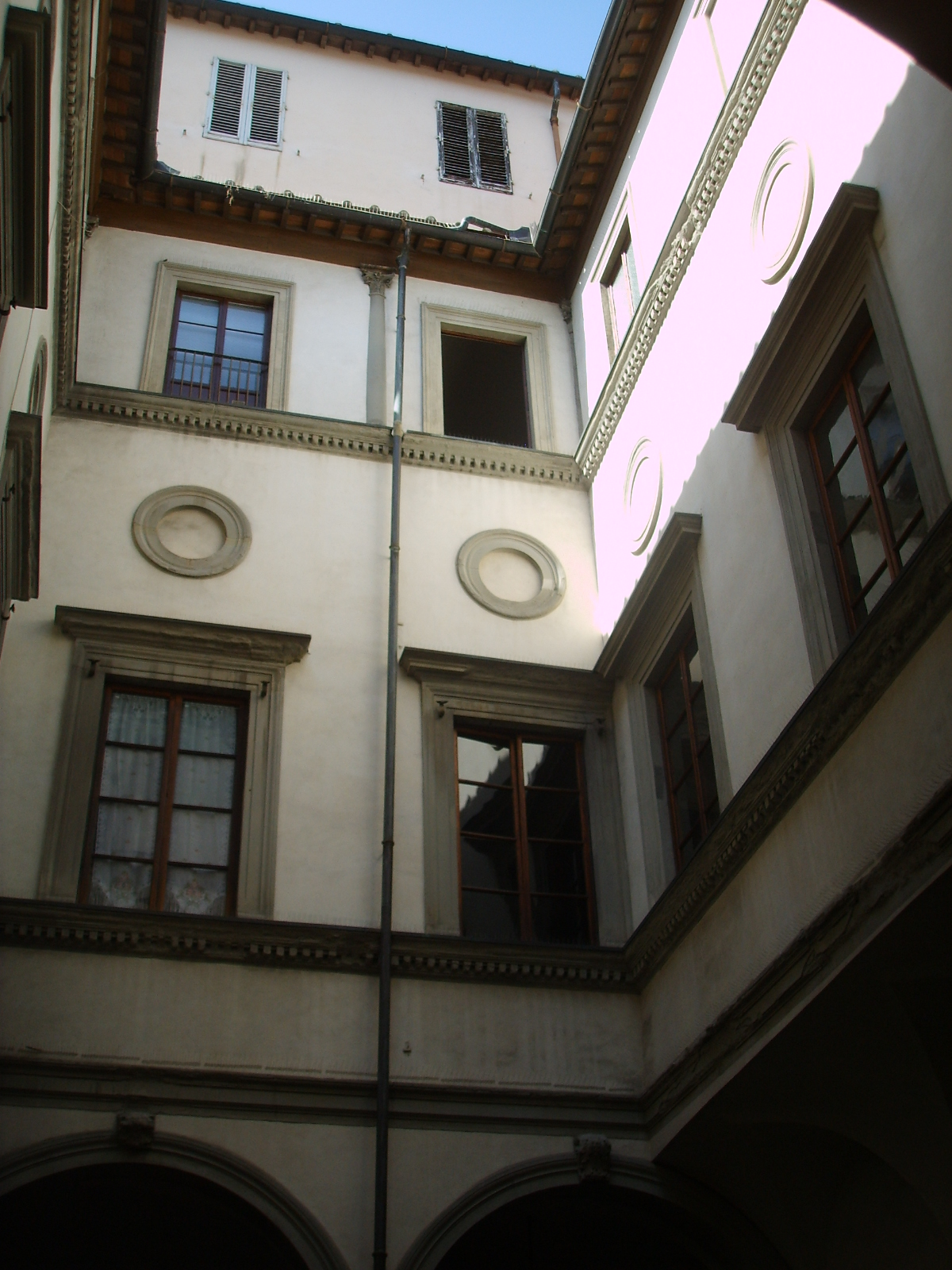
Ordine architettonico interno

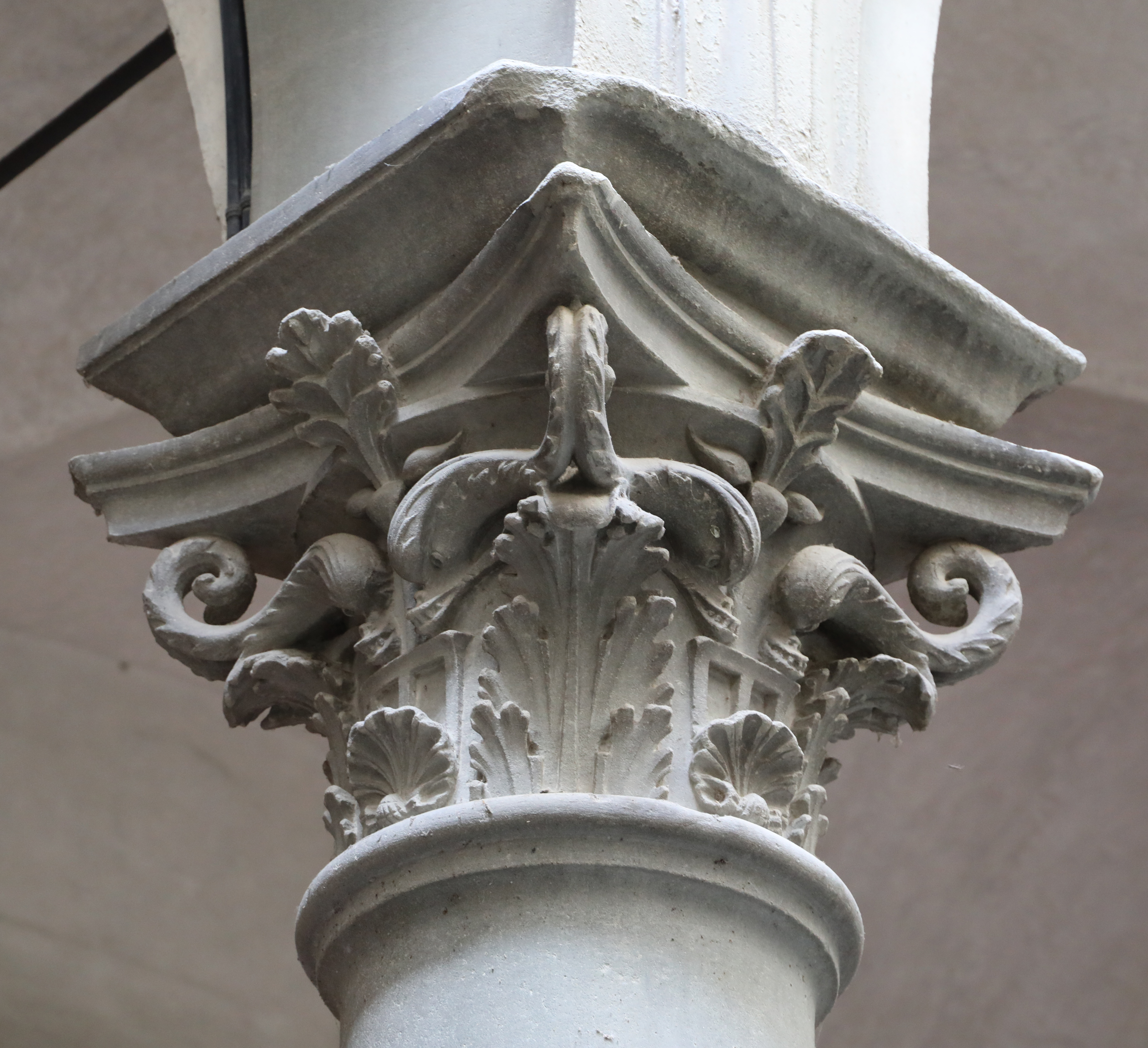
Capitello scolpito

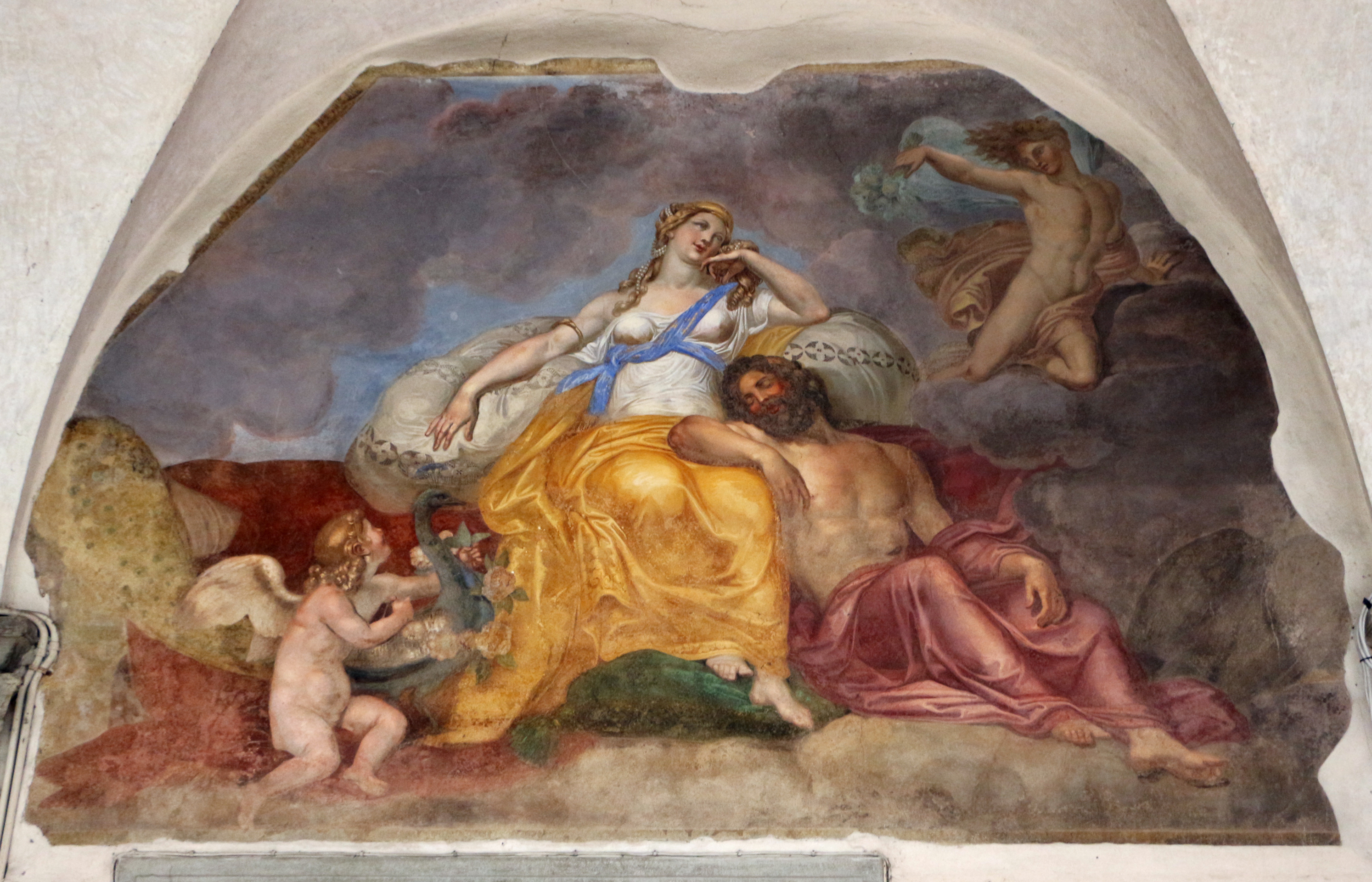
Lunetta affrescata

Al di là del primo cortile i Corsini fecero costruire una loggia ed alcune stanze al di sopra di essa (1611).